# 田川基二
田川 基二（たがわ もとじ、1908年4月11日 - 1977年7月19日）は、日本の植物学者。シダ植物の分類学的な研究で知られる。

## 概要
1908年、大阪府大阪市で、3人兄妹の次男として生まれた。兄は陶芸家の田川基一、弟は独文学者の田川基三。
1930年に京都帝国大学（現：京都大学）理学部に入学、植物学教室で小泉源一に師事した。同時期には大井次三郎や北村四郎も在籍していた。1933年に同大学を卒業し、大学院に進学、本格的にシダの研究を始めた。
1939年に理学部副手を嘱託されたため、大学院を退学、1942年に理学部講師となる。1953年に助教授、1970年に教授へと昇進し、研究、教育活動を行った。1972年に定年退職、京都大学名誉教授となった。
第二次世界大戦が終結した後、研究を取り巻く環境が悪い時期が続いたが、情勢が落ち着いた1950年代後半に入ってからは、主に九州以南の南方地域でシダ植物の調査を行っていた。しかし1965年にはじまったタイ、マレーシアでの調査中、乗っていた車が横転。そのときは軽症で済んだが、次第に体調が悪化し、のちに心臓の僧帽弁閉鎖不全が発見された。その後健康状態が思わしくならず、それ以降フィールドワークに戻ることは出来なかった。
1977年、急性心不全で死去。

## 献名された植物
- ヤブレガサモドキ(Syneilesis tagawae Kitamura)

## 著書
- 『原色日本羊歯植物図鑑』（1978年、保育社）